# Anne Leszczynska
Pour les articles homonymes, voir Anne Leszcynska.
Anna Leszczyńska, née le 25 mai 1699 à Trebnitz en Silésie, décédée le 20 juin 1717 à Deux-Ponts en Rhénanie-Palatinat, est une princesse polonaise de la maison Leszczyński.

## Filiation
Fille aînée de Stanislas Leszczyński, roi de Pologne et futur duc viager de Lorraine et de Bar, et de son épouse née comtesse Katarzyna Opalińska, elle est de quatre ans l'aînée de Maria Leszczyńska, sa sœur qui épousera en 1725 le roi de France Louis XV. Des deux sœurs la plus jolie et la plus talentueuse, Anna semble la préférée de son père. Elle reçoit une éducation soignée.

## Décès
Elle meurt d’une pneumonie à l'âge de dix-huit ans, le 20 juin 1717. Les nombreux médecins appelés à son chevet par le roi Stanislas ont vraisemblablement accéléré le décès, multipliant les purges et les saignées. Elle est enterrée à l'abbaye de Gräfinthal.
Cette mort plonge la famille Leszczynski dans un profond désarroi. De douleur, le roi Stanislas demande à sa seconde fille Maria de ne plus jamais prononcer le nom d'Anna devant lui et Maria Leszczyńska observe si bien la consigne que le roi Louis XV, son époux, sera un jour étonné d'apprendre qu'elle avait une sœur.